# جعة في المغرب

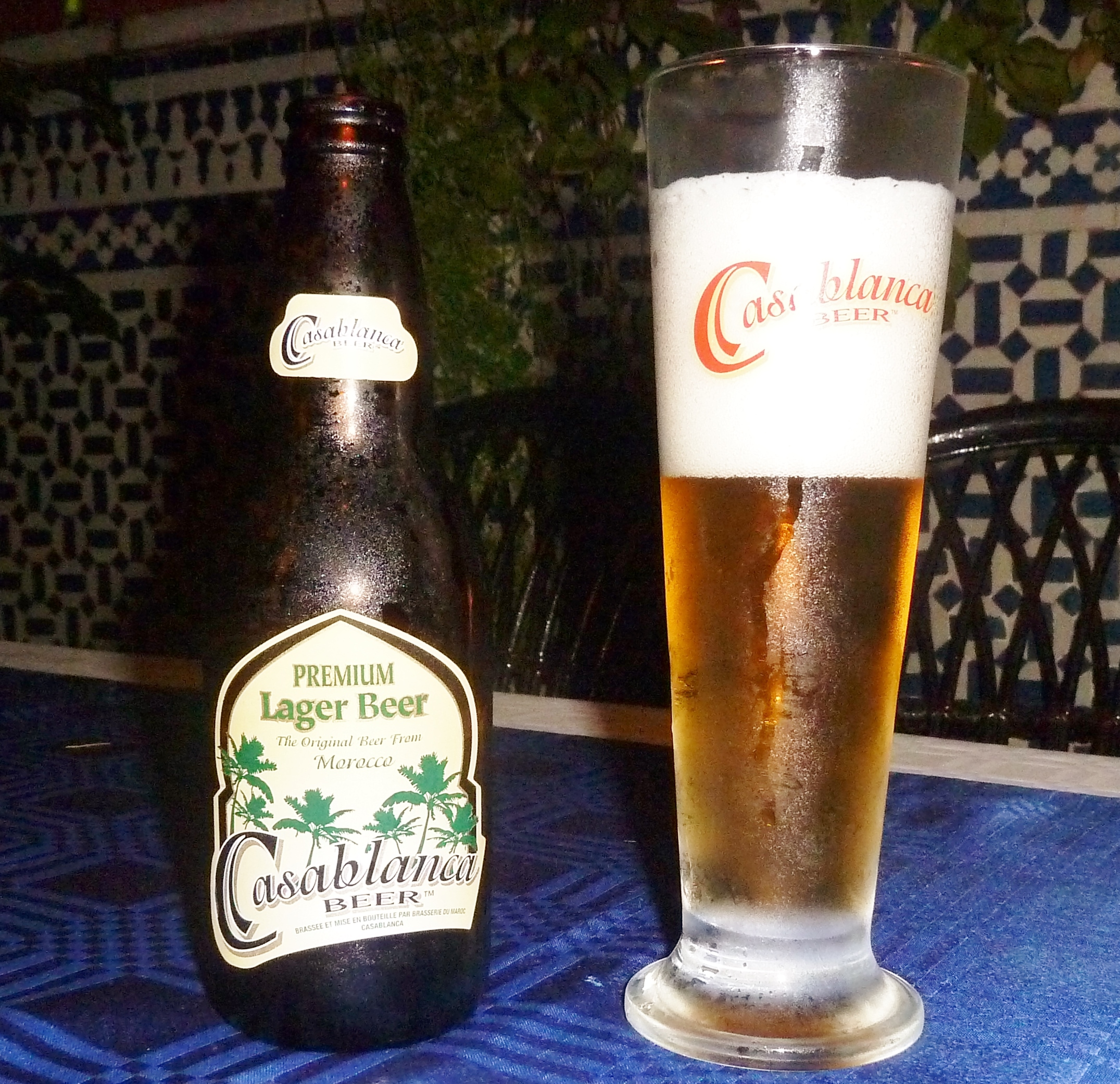

صناعة الجعة الحديثة  في المغرب أدخلها الفرنسيون في القرن العشرين إبان فترة الحماية الفرنسية على المغرب. تُعد شركة مشروبات المغرب (بالفرنسية: Société des Brasseries du Maroc)‏ التي تنضوي تحت لواء مجموعة كاستل الفرنسية الشركة المسؤولة على عملية مُراقبة صناعة وتوزيع الجعة في المغرب. ومن أنواع الجعة الشهيرة هُناك سباسيال فلاغ (بالفرنسية: Spéciale Flag)‏ وستورك (بالإنجليزية: Stork)‏.
تقع مصانع الجعة التابعة لشركة براسري المغرب في مُدن فاس وطنجة والدار البيضاء وهناك كذلك مركز لتعبئة الزجاجات بمدينة مراكش. نوع الجعة الدولي الأكثر بيعا في المغرب هو هينيكن والذي يتم تخميره من قبل شركة براسري المغرب تحت إشراف شركة هاينكن الدولية.